# Buková hora (České středohoří)
Buková hora (německy Zinkenstein, Buchberg) je tefritová homole, která byla osázena buky, duby a jehličnatými stromy. Po Sedle to je druhý nejvyšší kopec Verneřického středohoří. Jeho vrchol leží na území města Verneřice, a to jeho části, dřívější obce Příbram. Buková hora s vysílací věží je výraznou krajinnou dominantou, tyčící se na pravém břehu Labe nad Malým Březnem a Těchlovicemi, z jižní strany jsou nejbližší obcí Zubrnice.

## Historie

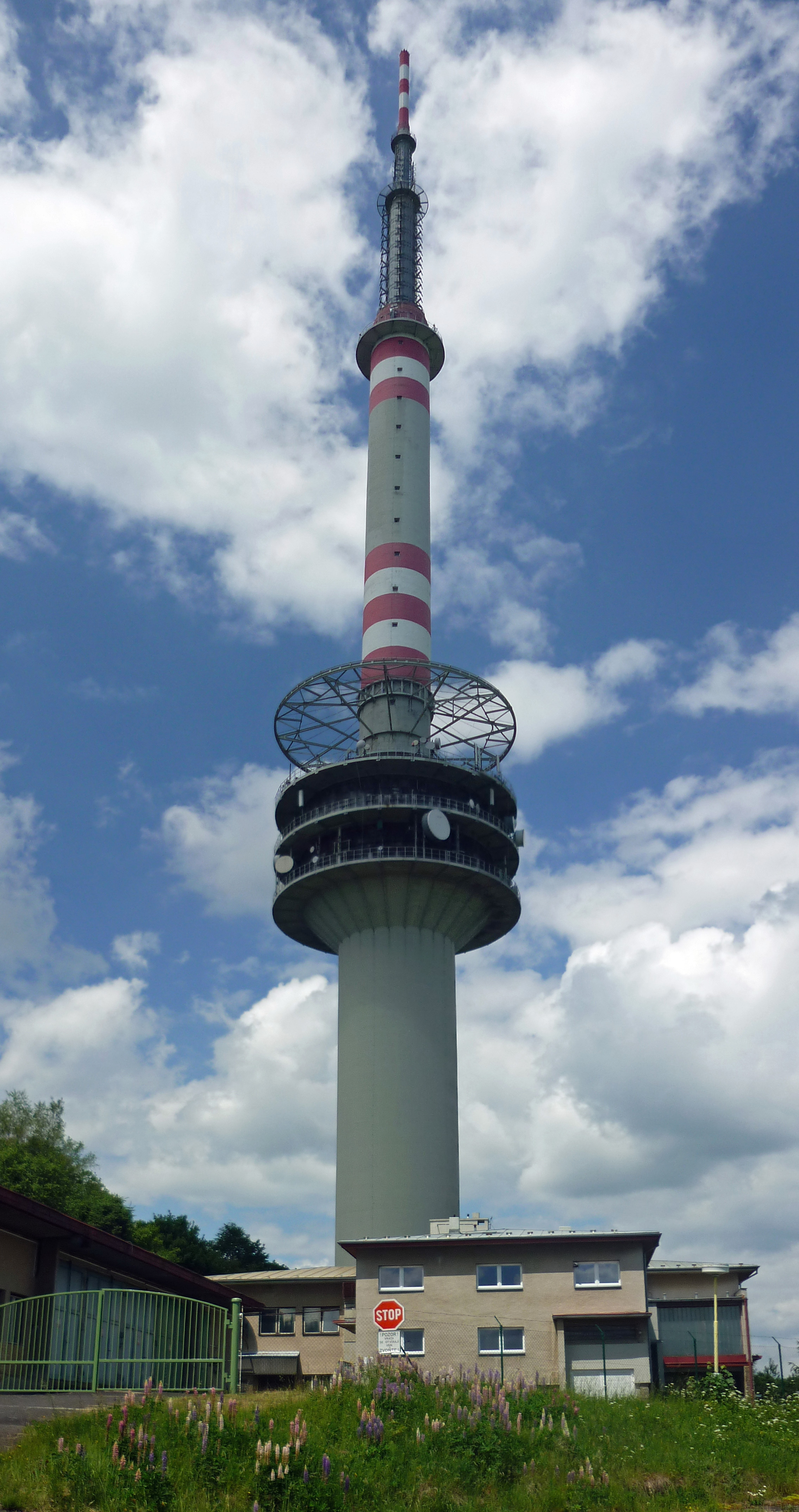
Televizní věž

Dne 14. října 1778 při cestě od Verneřic přes Příbram navštívil Bukovou horu císař Josef II. se svým doprovodem. Cílem jeho cesty byl výběr pozorovacích stanovišť ke sledování pohybu pruského vojska v rámci války o bavorské dědictví, která tehdy probíhala. Císař dále pokračoval přes zaniklé vesnice Stará Homole a Vitín do Ústí nad Labem. V roce 1837 navštívil Bukovou horu přírodovědec a spoluzakladatel vědecké geografie Alexander von Humboldt. Na památku jeho návštěvy byla na čedičovou skálu upevněna pamětní deska; nejprve dřevěná, v roce 1922 ji nahradila bronzová, která se zachovala přinejmenším do roku 1964. Jiným prominentním návštěvníkem vrcholu Bukové hory byl v roce 1852 saský král Fridrich August II.

V roce 1879 zde nechal majitel panství Liběšice Josef Schroll postavit dřevěnou vyhlídku. V roce 1914 byla stržena a nahrazena replikou. V roce 1905 postavil Horský klub pro České Švýcarsko (Gebirgsverein für die böhmische Schweiz) na vrcholu srub o dvou místnostech, kde bylo možné se občerstvit. Byl v provozu jen o nedělích, o svátcích nebo na objednávku. Obhospodařoval ho hostinský Kratochwill. Potraviny a voda se z úpatí donášely v nůších. Roku 1913 majitel pozemku nařídil odstranění chaty, horský klub zakoupil sousední pozemek, chatu přemístil a zřídil příjezdovou cestu. Po první světové válce byla vedle věžičky postavena trigonometrická věž. Roku 1929 byla postavena kamenná budova, v níž byl správcem, Emil Ehrlich z Příbrami, přítomen stále. Roku 1930 požár zničil její střechu. Po roce 1945 byl majetek Horského klubu konfiskován a chata přešla na Klub českých turistů. V 50. letech objekt vyhořel. Nový majitel chatu v roce 2003 začal obnovovat a vrátil jí název Děčínská bouda.

### Vysílač Buková hora
V letech 1960–1962 byl na vrcholu postaven 182 metrů vysoký televizní vysílač včetně budovy. Jeho projektantem byl ing. Marten. Vysílač musel být kvůli poškození požárem v roce 1966 odstřelen. Nahrazen byl novou věží (viz vysílač Buková hora), uvedenou do provozu 5. prosince 1975. Je vysoká 223,4 m, průměr u paty činí 12 m.

### Turistika
Turistickým lákadlem na vrcholu je Humboldtova vyhlídka, umístěná na skalní kupě a přístupná schodištěm. Nabízí výhled na velkou část Českého středohoří včetně Krušných hor. Na jihovýchodní stráni, asi 20 m pod vrcholem, se ve skále nachází rozsedlina, nazývaná Ledová jáma. I v letních měsících se zde drží led.

## Dostupnost
Od nádraží v Malém Březně na trati č. 073 ze Střekova do Děčína vede na vrchol Bukové hory asi 5,5 km dlouhá modře značená turistická cesta. Podobná vzdálenost dělí vrchol Bukové hory od nádraží v Těchlovicích po červené značce, která pak pokračuje přes Zubrnice a další partie Českého středohoří.

## Zaniklé obce
Putování po modré značce západním svahem Bukové hory z Malého Března směrem k jejímu vrcholu je zároveň cestou po historii zdejších zaniklých obcí: Vitína, Velkých Stínek, Staré Homole a Načiny.

### Vitín
Ještě před druhou světovou válkou byl Vitín živou vesnicí, kde existovalo i pohostinství s vyhlídkovou terasou nad údolím Labe. Do této vesnice však nevedla žádná silnice, takže zásobování muselo do obce putovat oklikou po železnici přes Zubrnice a Lovečkovice pro dnes již zrušené trati do Verneřic a odtud pak byly potraviny, včetně březenského piva, dopravovány do Vitína koňskými povozy. Po odsunu německého obyvatelstva v roce 1945 byla obec osídlena vojáky Svobodovy armády a jejich rodinami. Nadále však zůstávala problémem dostupnost obce. I noví obyvatelé, stejně jako jejich předchůdci, se snažili u úřadů prosadit výstavbu silnice, avšak ani oni neuspěli. Začali obec postupně opouštět, poslední obyvatel zde údajně setrval do roku 1966.
Počátkem roku 2014 nabídl Úřad pro zastupování státu ve věcech majetkových případným zájemcům k odkoupení pozemky, na nichž kdysi stála obec Vitín. Pozemky byly nabídnuty za souhrnnou cenu 405 000 korun.

### Stará Homole
O něco výše, vpravo od modře značené turistické stezky, poblíž kóty 507 m n. m., ležela kdysi obec Stará Homole (německy Althummel). Nacházela se na staré cestě z Vitína do Velkých Stínek. Z východní strany prochází poblíž této lokality červeně značená cesta ze Zubrnic na vrchol Bukové Hory. Ve Staré Homoli bylo před rokem 1945 14 domů. K této vesnici se váže památná událost z roku 1778, kdy ji po sestupu z vrcholu Bukové hory navštívil rakouský císař Josef II. a při té příležitosti se napil ze zdejší studánky. Tomuto zdroji pitné vody se pak říkalo Císařova studánka (Kaiserbrunn).

### Načina
Poblíž místa, kde jsou dosud patrné pozůstatky vesnice Stará Homole, stávala kdysi Načina (německy Natschin, původní název vsi byl snad Radčina). Tato obec zanikla již ve středověku, avšak její název se dochoval v německém pojmenování údolí Natschintal a také v podobě jména zdejšího vodopádu na horním toku Lučního potoka.

### Velké Stínky
Pouhých několik set metrů jihovýchodním směrem od vrcholu Bukové hory se kdysi na staré cestě z Vitína nacházela ve vrcholových partiích Českého středohoří další osada Velké Stínky. Dosud se zde dochovaly základy domů, studna a sklepení. Na katastru bývalé vsi roste 20 metrů vysoká lípa malolistá, která byla Správou CHKO České středohoří prohlášena památným stromem. Poblíž této lokality dnes vede zeleně značená turistická cesta.

## Galerie

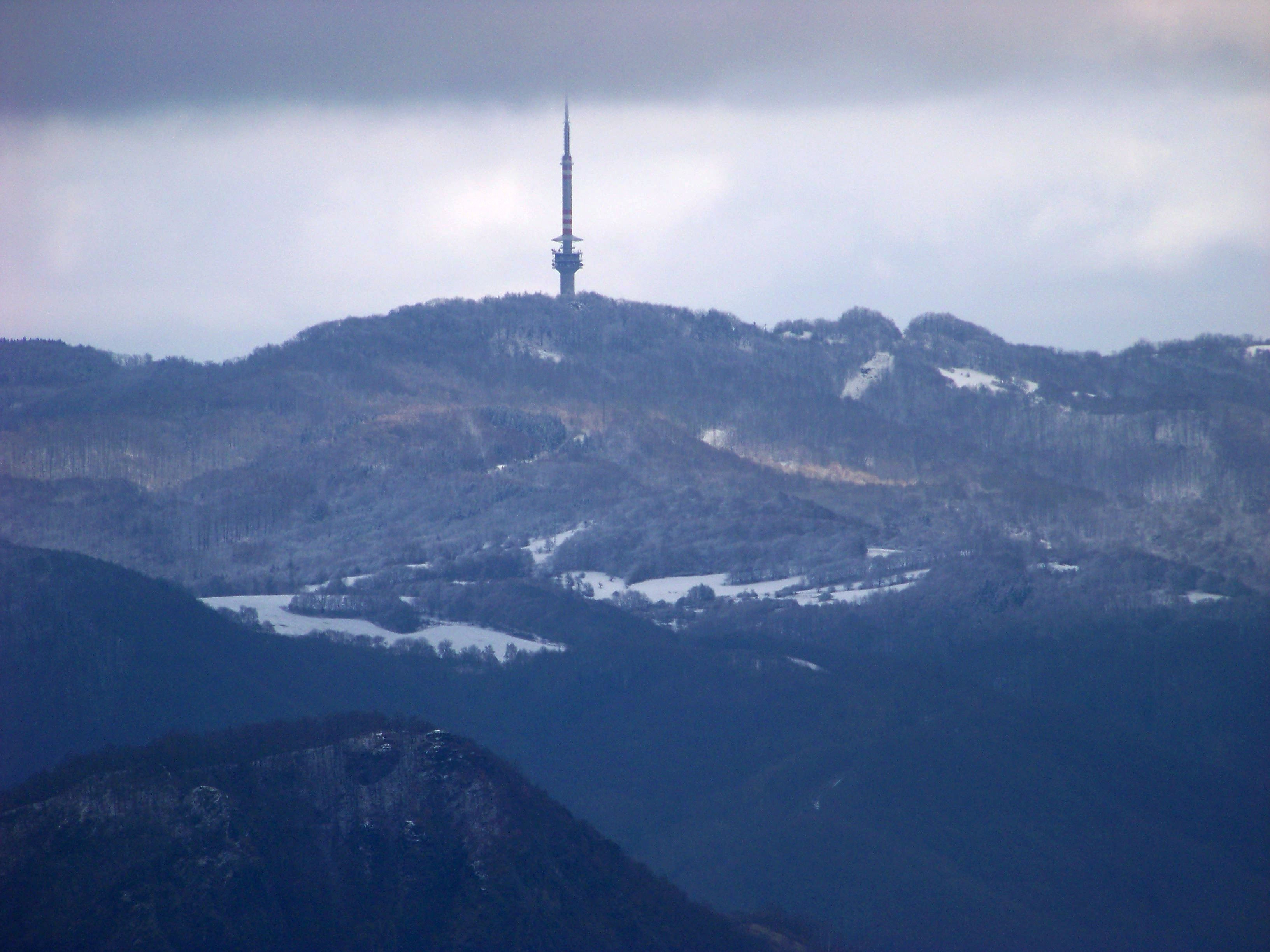
Buková hora s vysílačem, pohled z Erbenovy vyhlídky na Severní terase v Ústí nad Labem, vzdálenost 12,6 km
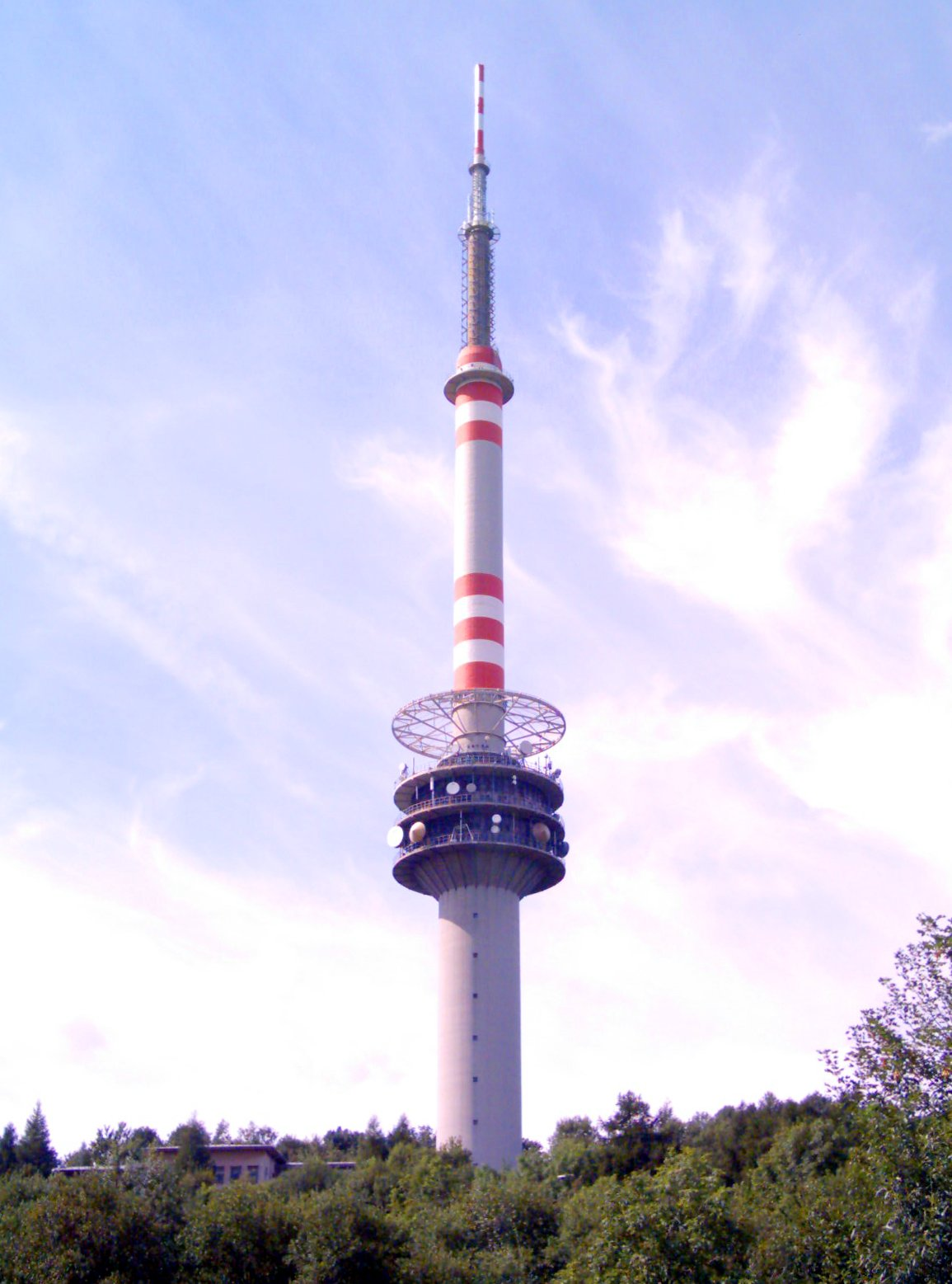
Vysílač na Bukové hoře
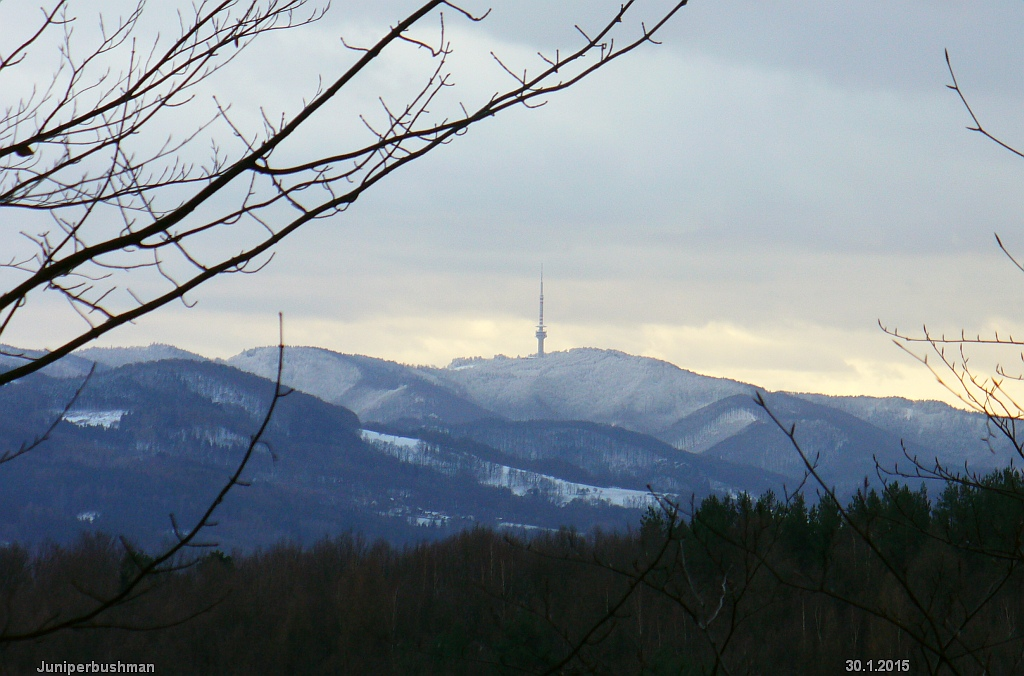
Pohled na Bukovou horu od severu ze silnice nad Jalůvčím
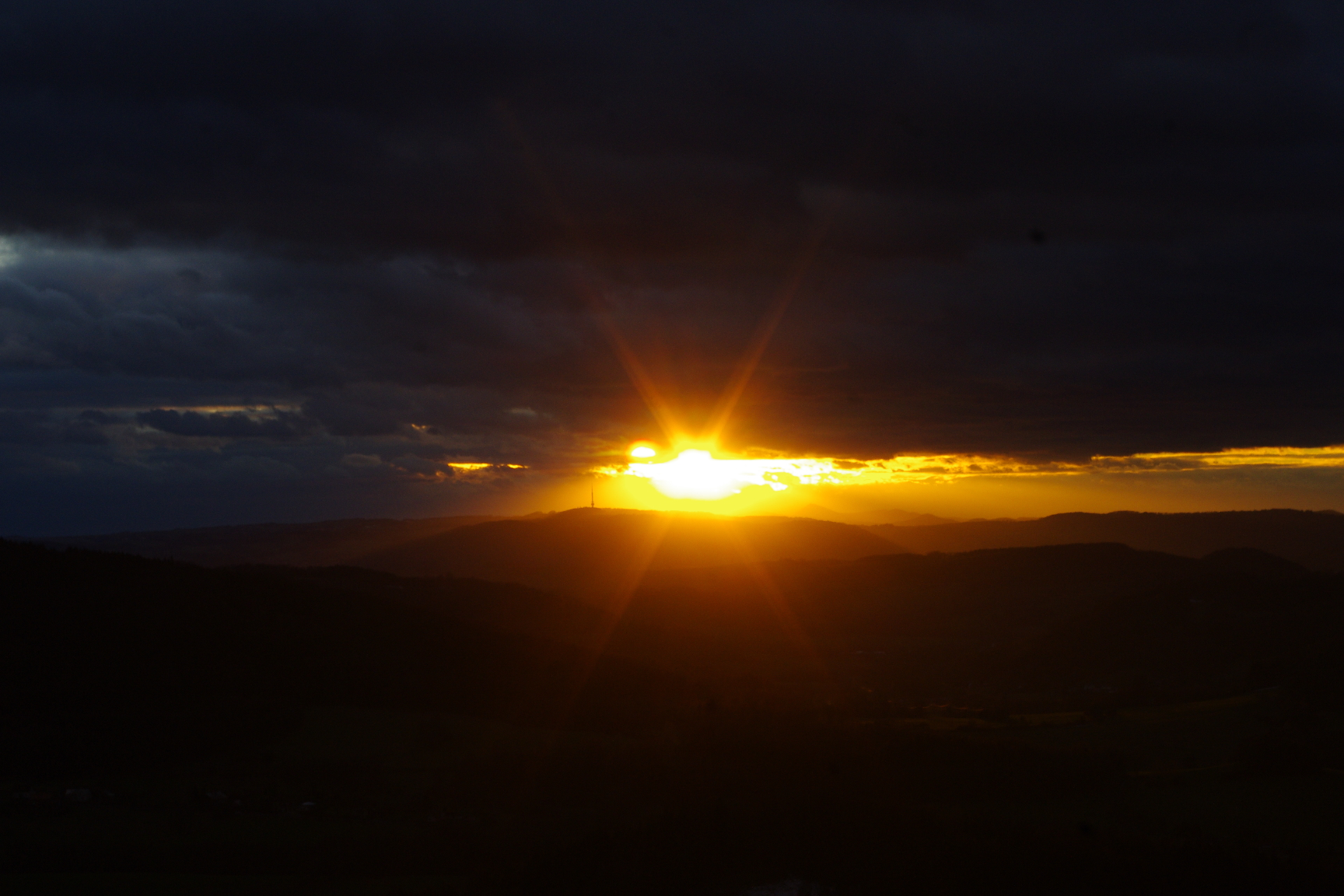
Pohled při západu slunce ze Středního vrchu v Lužických horách na Bukovou horu v Českém středohoří
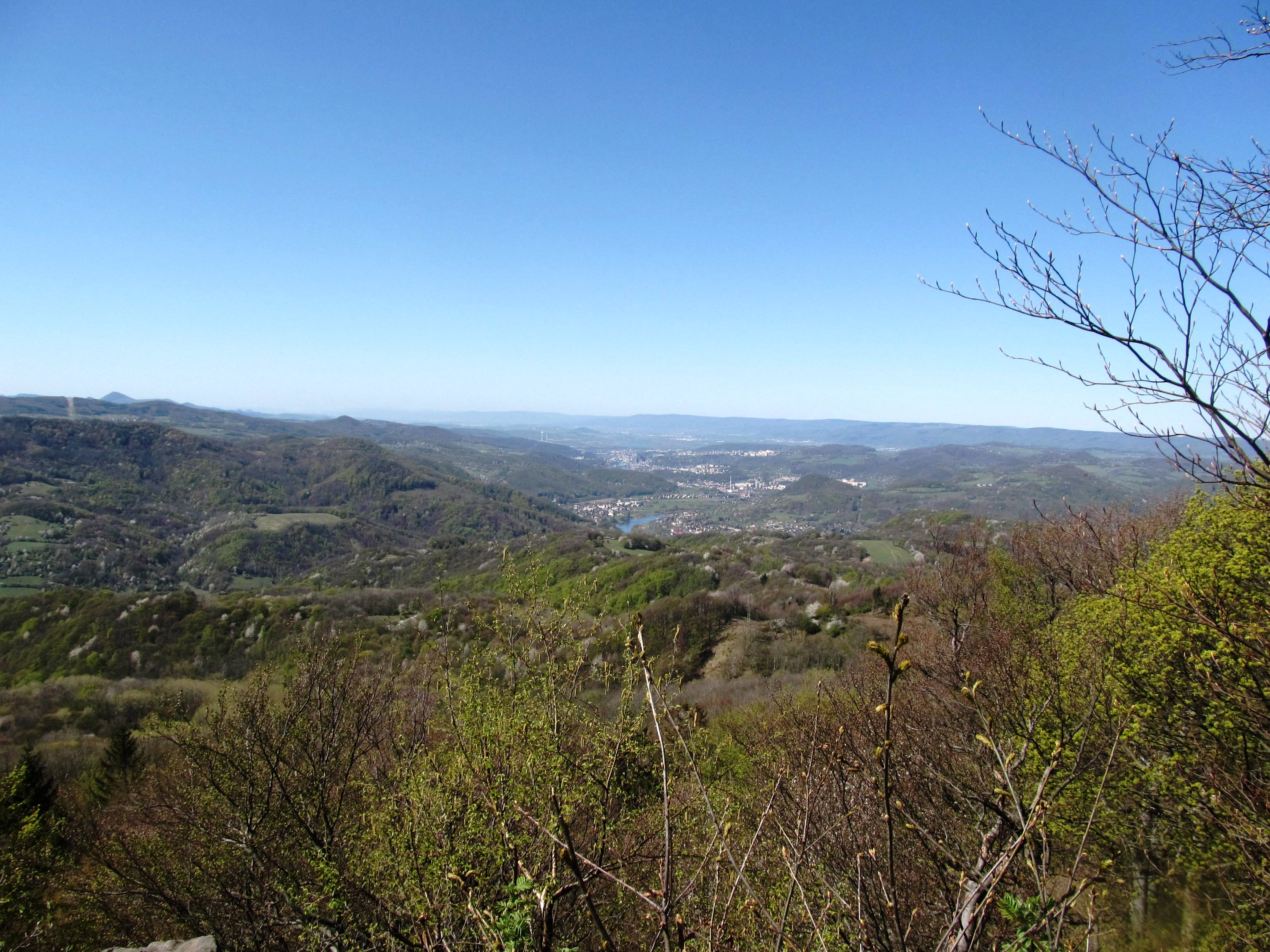
Pohled z Humboldtovy vyhlídky